# إيان والاس (مؤلف)
إيان والاس (بالإنجليزية: Ian Wallace)‏ الاسم القلمي للكاتب جون والاس بريتشارد (بالإنجليزية: John Wallace Pritchard)‏ (1912 - 1998)؛ روائي خيال علمي أمريكي.